# Risøyhamn

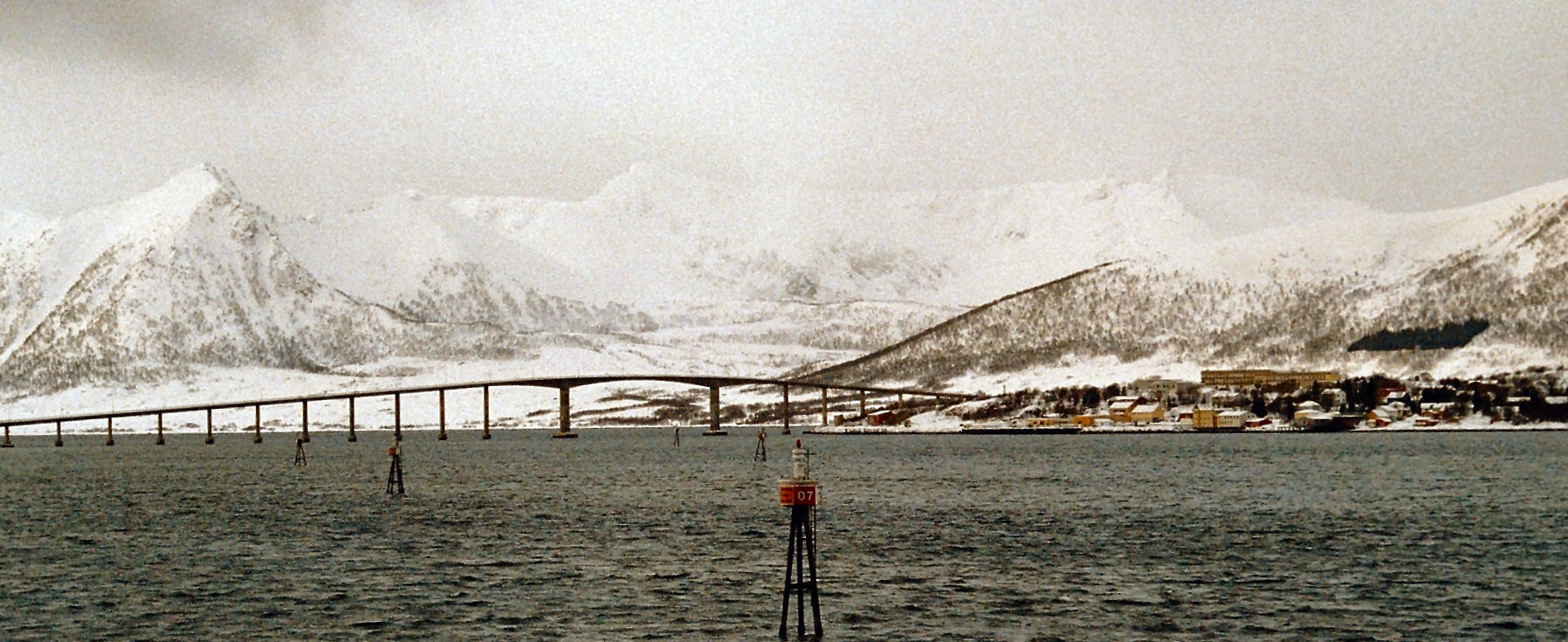
Risøyhamn im Winter

Risøyhamn ist Teil der Gemeinde (Kommune) Andøy in der Provinz (Fylke) Nordland in Norwegen.
Der Ort mit ca. 200 Einwohnern liegt in der Region Vesterålen in Nordnorwegen. Risøyhamn ist der kleinste Anlegehafen der Hurtigruten (Stand 2023).
Zu Lande erreicht man Risøyhamn über den Fylkesvei 82, an dem der Ort auf der Strecke zwischen Sortland und Andenes liegt. In Risøyhamn befindet sich auch die Andøyabrua, die den Risøysundet überspannt und die Insel Andøya mit der Nachbarinsel Hinnøya und weitergehend mit dem Festland verbindet.
Zum Hafen von Risøyhamn führt die so genannte Risøyrenna, ein künstlich auf 6 Meter vertiefter Schifffahrtsweg im Risøysundet mit einer Länge von 4,5 km, der als flachste Stelle der Hurtigrute gilt. Im Jahr 1922 wurde dieser Kanal in Anwesenheit des Königs feierlich eingeweiht. Die Risøy-Rinne war ein entscheidender Fortschritt für die Schiffsanbindung der Inselgruppe Vesterålen, da von dem Zeitpunkt an die Städte Stokmarknes, Sortland und Harstad mit großen Schiffen über die kürzere und sicherere Route durch den Risøysundet angefahren werden konnten. Noch heute nutzen die Schiffe der Hurtigrute täglich diese Verbindung.
Die Umgebung um den Ort am Risøysundet wird von einer Vielzahl von Vögeln als Nistplatz genutzt, unter anderem von etwa 160.000 Papageitauchern. Westlich und nördlich gibt es Moorlandschaften, die für ihre Moltebeeren bekannt sind.
In Risøyhamn steht das älteste und am längsten bewohnte Gebäude auf Andøya, der 1707 erbaute Gammelgården. Außerdem befindet sich in dem Ort auch der Risøyhamn Bygdetun, der aus 5 historischen Gebäuden besteht und Teil des Andøymuseets innerhalb der Stiftung Museum Nord ist. Risøyhamn wurde 1777 zu einem privilegierten Handelsposten ausgebaut. Richard With, der später an der Gründung der Hurtigruten beteiligt war, betrieb von 1873 bis 1881 ein Handels- und Speditionsgeschäft und begann in dieser Zeit, die Risøy-Rinne ausbaggern zu lassen. In der Zeit von 1907 bis 1955 betrieben Haakon Magnus Aronsen und Daniel Nøis die Bootswerft und Slipanlage Risøyhamn Slipp og Båtbyggeri.
Auf dem Gebiet des Orts Risøyhamn gibt es die Mittel- und Realschule Risøyhamn Skole und den Fußballverein Andøygutten.
Der lokale Stromversorgungs- und Datennetzbetreiber Andøy Energi AS hat in Risøyhamn seine Niederlassung, ebenso das Handelsunternehmen und Hafenanlagenbetreiber Th. Benjaminsen AS und der Hersteller von Abscheideanlagen Q-Separator Systems AS. Außerdem ist ein kleiner Supermarkt mit Poststelle und Zapfsäule für Diesel- und Ottokraftstoff vor Ort.